# Sudbury Hill (métro de Londres)
Sudbury Hill est une station de la Piccadilly line du métro de Londres, en zone 3. Elle est située quartier Sudbury, dans le Borough londonien de Harrow, pres de la frontière avec le borough londonien d'Ealing.